# ラッテ・エ・ミエーレ
ラッテ・エ・ミエーレ（Latte e Miele、「Milk and honey（牛乳と蜂蜜）」のイタリア語）は、イタリアのプログレッシブ・ロック・音楽グループである。
グループは1971年にジェノヴァで結成された。1972年、彼らは最も有名な作品であるコンセプト・アルバム『受難劇』を生み出した。これはヨハン・ゼバスティアン・バッハに触発された音楽の一部と『マタイによる福音書』からのレチタティーヴォである。ヴァン・ダー・グラフ・ジェネレーターのコンサートでオープニング・アクトを担当した後、1973年に別のコンセプト・アルバム『パピヨン』をリリースし、1974年に解散した。
グループは1976年に再編成されたが、元のラインナップからのメンバーはAlfio Vitanzaのみで、グループ名も「ラッテ・ミエーレ (LatteMiele)」と綴られていた。23分間の組曲「Pavana」で最も有名なアルバム『鷲と栗鼠』の後、彼らは徐々にプログレッシブ・スタイルを放棄し、ポップ・ロックに近づいていった。1980年代初期に解散した後、元のラインナップは2008年に再結成した。

## ディスコグラフィ

### スタジオ・アルバム
- 『受難劇』 - Passio Secundum Mattheum (1972年)
- 『パピヨン』 - Papillon (1973年)
- 『鷲と栗鼠』 - Aquile e scoiattoli (1976年)
- Papillon: English version (1992年) ※1973年録音
- Vampyrs (1992年) ※1979年録音
- 『マルコ・ポーロ』 - Marco Polo - Sogni e viaggi (2009年)
- 『受難劇 (完全版)』 - Passio Secundum Mattheum - The Complete Work (2014年)
- 『パガニーニ・エクスペリエンス』 - Paganini Experience (2019年) ※ラッテ・ミエーレ2.0名義

### ライブ・アルバム
- Latte e Miele Live (1992年) ※1974年録音
- 『ライヴ・テイスティング』 - Live Tasting (2008年)

### シングル
- "Getzemani/Il re dei Giudei" (1972年)
- "Rimani nella mia vita/Patetica" (1974年)
- "Mese di maggio/Tanto amore" (1974年)
- "Un silenzio diviso in due/Per poter vivere" (1976年)
- "Un mattino/Pavana" (1976年)
- "Sto volando con te/Restiamo insieme" (1978年)
- "Fiore di strada/Severamente proibito" (1979年)
- "Ritagli di luce/Metro" (1980年)